# کیشی موراکامی
کیشی موراکامی (ژاپنی: 村上 景司؛ زادهٔ ۱۴ سپتامبر ۲۰۰۲) یک بازیکن فوتبال اهل ژاپن است.
از باشگاه‌هایی که در آن بازی کرده‌است می‌توان به باشگاه فوتبال گامبا اوساکا اشاره کرد.